# Евіатар Банай
Евіатар Банай (івр. אֵבְיָתָר בָּנַאי; нар. 8 лютого 1973, Беер-Шева, Ізраїль) — ізраїльський співак, автор пісень, композитор. Член відомої музичної родини Банай.

## Біографія
Народився у місті Беер-Шева в єменсько-єврейській родині митців і музикантів. Син актора Іцхака Баная, брат співака Меїра Баная, племінник актора і співака Йосі Баная. Навчався музики, особливо гри на фортепіано.

## Музична кар'єра
Дебютний альбом «Eviatar Banai» (1997) став великим успіхом в Ізраїлі. Його музика описується як поєднання альтернативного року, ізраїльської авторської пісні та релігійної поезії. У 2000-х роках Банай пережив релігійне пробудження, що вплинуло на його тексти та звучання.
Відомий своїми проникливими виступами, емоційними текстами і темами віри, покаяння, особистої боротьби.

### Найвідоміші пісні
- «Ad Machar»
- «Yesh Li Sikuy»
- «HaChayim»
- «Mitbach Achiq»
- «Yeladim»
- «Aba»

## Оцінки творчості та рецензії
Музика Евіатара Банаю отримала високі оцінки як в Ізраїлі, так і за кордоном. Журналіст Йосі Клейн Га-Леві в газеті «Times of Israel» виокремив «безжальну саморефлексію», яка була збережена в усіх життєвих фазах Банаю — від секулярної молоді до релігійного звернення.
Банай здобув визнання за «м'яке поєднання традиційного співу та сучасного акомпанементу» — з оцінкою свого дебютного альбому як «дуже солідного» на сайті «Album of the Year».
У блозі «The Lehrhaus» музикознавець Сара Рінднер підкреслила, що тексти пісні «Pergola» — це роздуми про матеріальні й духовні протиріччя життя, а музичне відео — «інтимний портрет родини, яка водночас перебуває в матеріальному комфорту та духовному пошуку».
Журналістка Джесіка Стейнберг у «Times of Israel» (2024) описала альбом Anchor in the Water, як «молитовний проєкт покоління», що поєднує пісні власного дитинства з контекстом травми війни, а живі виступи назвала «тихими і повними співпереживання».
Газета «Haaretz» у 2017 році звернула увагу на специфічну музичну естетику Баная — інтимну, сповнену гумору та інтелектуального перевантаження.

## Дискографія
- Eviatar Banai (1997)
- Shir Tzion (1999)
- Omed Al Neyar (2005)
- Layla Kayom Yair (2009)
- Yesh Li Sikuy (2013)
- Lashuv Habaita (2017)

## Особисте життя
Банай став релігійним євреєм (хазер бітшува) на початку 2000-х. Одружений, має дітей. Живе в Ізраїлі.